# Tanagra (escultura de Gérôme)
Tanagra es una escultura de mármol policromado creada por el artista francés Jean-Léon Gérôme (1824-1904) como personificación del "espíritu de Tanagra", su propia invención mítica vinculada a las figurillas de Tanagra, recientemente descubiertas cerca del pueblo de ese nombre en la antigua Grecia. La escultura se exhibió por primera vez en el Salón de París de 1890. Posteriormente, Gérôme creó versiones más pequeñas de Tanagra en bronce dorado; varias versiones de la figurita de la "Bailarina del aro" sostenida por Tanagra; dos pinturas de un imaginario taller antiguo de Tanagra; y dos autorretratos de él mismo esculpiendo a Tanagra a partir de una modelo viva en su taller de París. Estas esculturas y pinturas componen un programa artístico complejo y autorreferencial en el que uno de los artistas más célebres de su generación  exploró la recepción de la antigüedad clásica, la inspiración creativa, los dobles y la belleza femenina.
Tanagra se exhibe en el Museo de Orsay. Gran parte de la policromía se ha desvanecido y la bailarina del aro está dañada (faltan parte del aro y del brazo derecho).

## Las antiguas figurillas de Tanagra

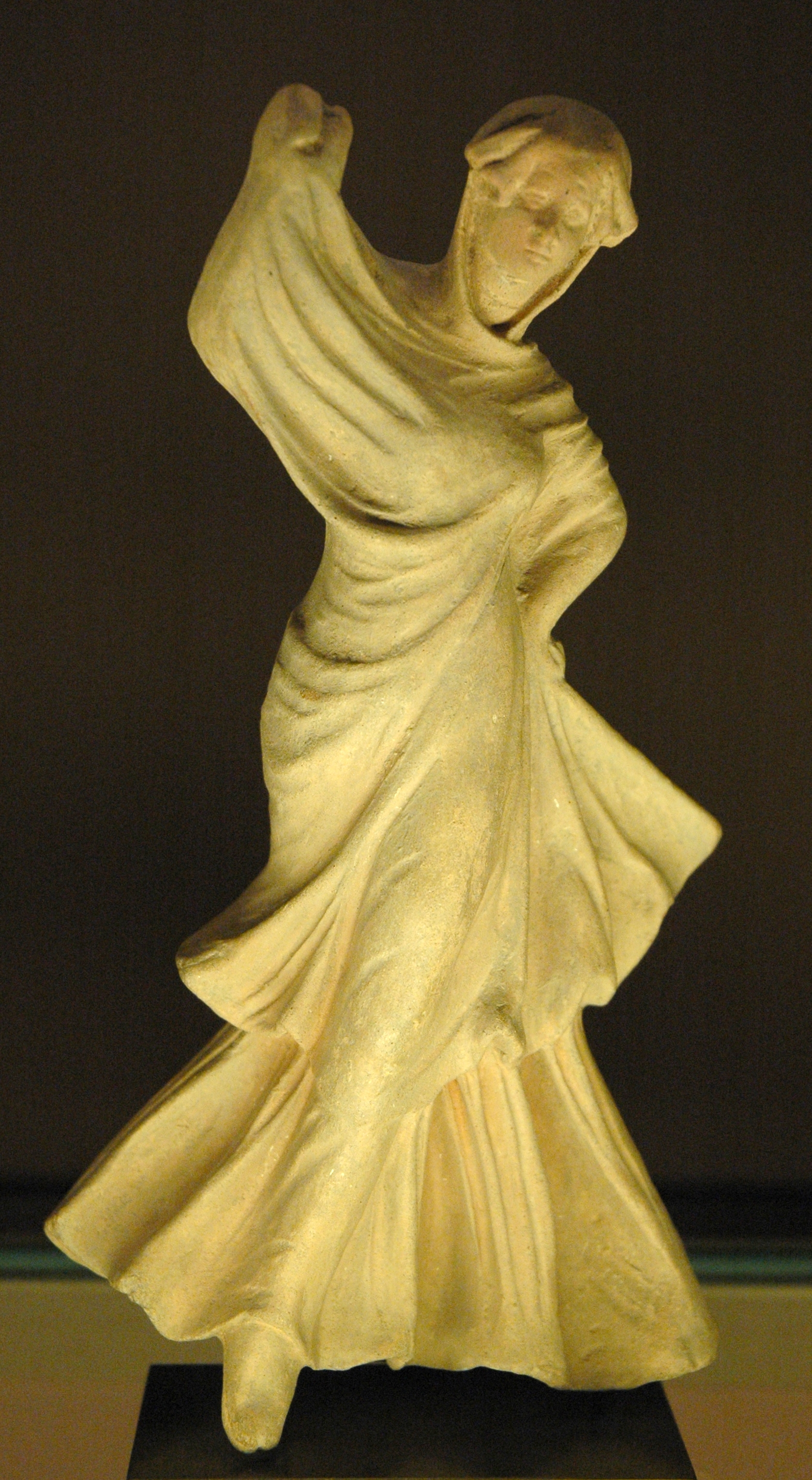
Bailarina con velo, figura de terracota de Tanagra, 17 cm de alto, c. 150-100 a. C., Louvre.

En diciembre de 1870, en un sitio llamado Tanagra en Grecia, los arqueólogos desenterraron un grupo de figurillas de terracota helenísticas que presentaban abundantes rastros de la policromía original. El descubrimiento causó sensación, porque proporcionó evidencia firme apoyando la teoría de que la escultura antigua estaba pintada. Las figurillas de Tanagra, que no representaban dioses ni héroes, sino personas comunes, se exhibieron en la Exposición Universal de 1878 en París, donde encantaron y fascinaron al público. En las décadas siguientes, innumerables falsificaciones inundaron el mercado del arte. Las figurillas de tanagra se infiltraron en la literatura y el teatro populares, como se ve en las referencias en El retrato de Dorian Gray (1891) y Un marido ideal (1895) de Oscar Wilde, y El camino de Swann (1913) de Marcel Proust.

## Tanagrade Gérôme

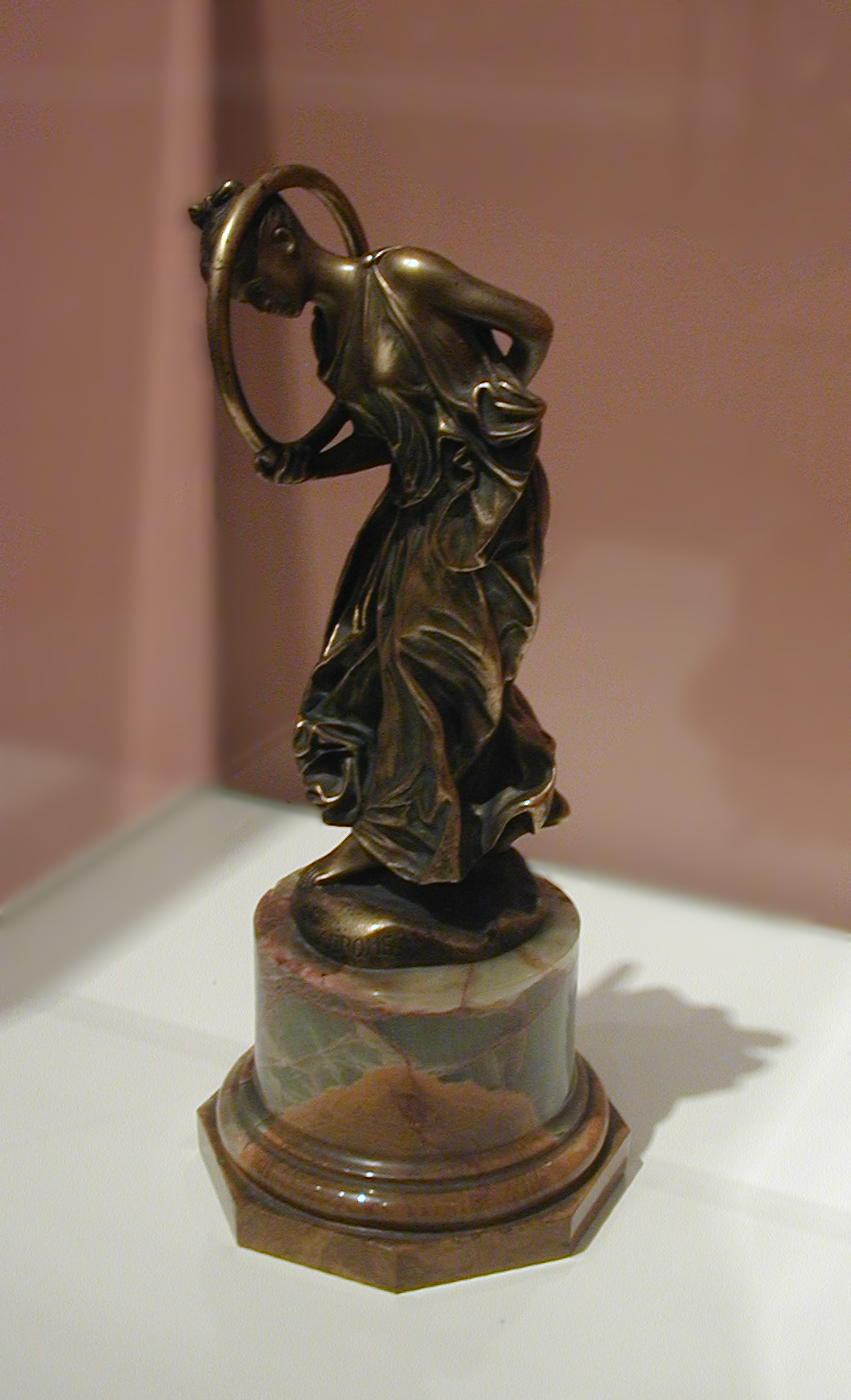
Bailarina del aro, c. 1893, por Jean-Léon Gérôme, Museo Haggin.

Como pintor y escultor, Gérôme se inspiró en numerosas ocasiones en el mundo clásico. Sus famosas imágenes de combates de gladiadores, carreras de carros, mercados de esclavos, el asesinato de Julio César y otros temas de la antigua Grecia y Roma fueron ampliamente reproducidas e influyentes.
El sexagenario Gérôme expresó su fascinación por las figurillas de Tanagra y los antiguos que las fabricaron y poseyeron, con su Tanagra de mármol teñido de 1,5 metros de alto, un desnudo femenino que personifica a Tique, el espíritu protector de la antigua ciudad. Tanagra se sienta rígidamente erguida "sobre un montículo de excavación. Numerosas figurillas han emergido en el suelo. A sus pies yacen las herramientas que aluden tanto a la excavación arqueológica como al papel de Gérôme como escultor". En la palma levantada de la mano de Tanagra hay una figurilla de una bailarina con un aro (invención propia de Gérôme, inspirada en, pero no una copia de, una figurilla real de Tanagra). Así, Tanagra representa una estatua sosteniendo otra estatua. La estatua más grande se sienta rígidamente en una pose mientras que la más pequeña es una "figurita giratoria, que sumerge graciosamente su cabeza en un anillo dorado agarrado en su mano derecha y sostiene una bola dorada en la otra, mientras su ropaje se arremolina a su alrededor".
Inspirado por su característico deseo de precisión arqueológica y realismo, Gérôme tiñó delicadamente la piel, el cabello, los labios y los pezones de su Tanagra, causando sensación en el Salón de 1890. Un crítico contemporáneo sugirió que si la escultura hubiera sido enterrada en secreto durante un tiempo y luego excavada públicamente como una antigüedad, tal vez con un brazo roto, habría llamado la atención de todo el mundo del arte y habría sido declarada, por sus características vitales y su sutil anatomía, una rival de la Venus de Milo. 

## Bailarinas del aro y talleres recreados

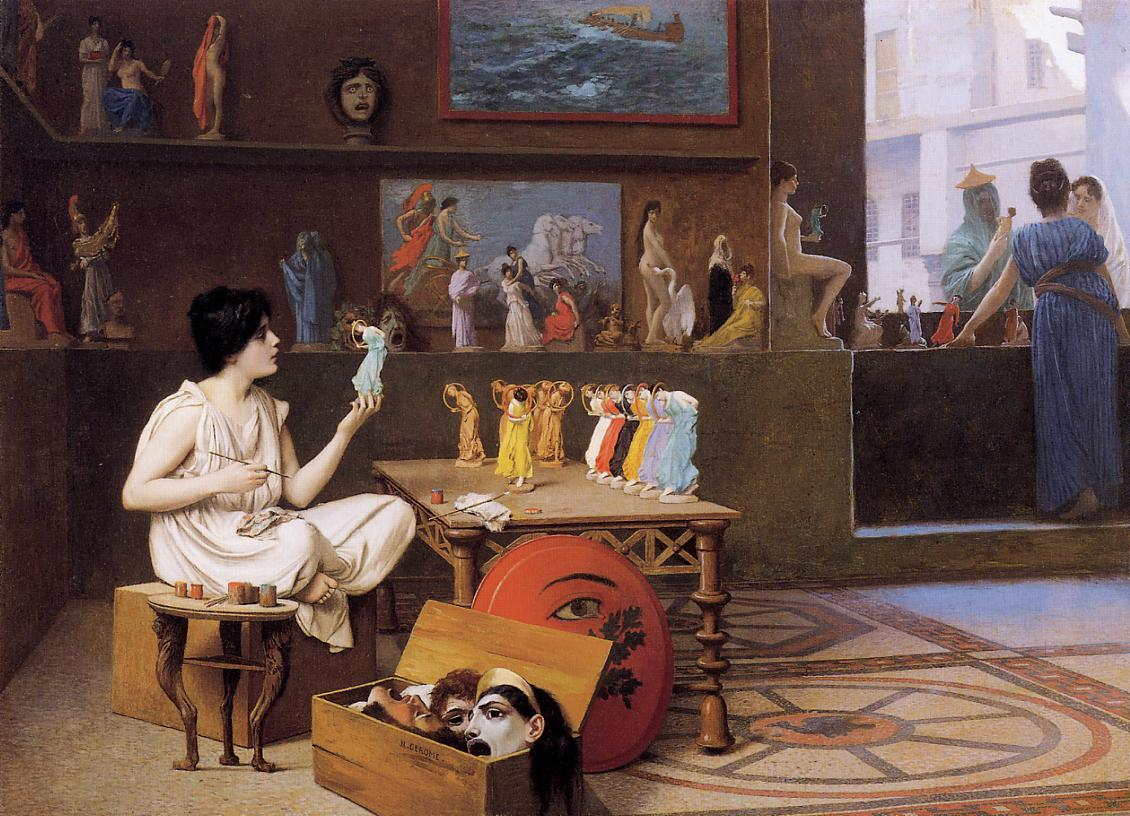
La pintora de cerámica antigua: Sculpturæ vitam insufflat pictura (la pintura da vida a la escultura), 1893, Galería de Arte de Ontario.
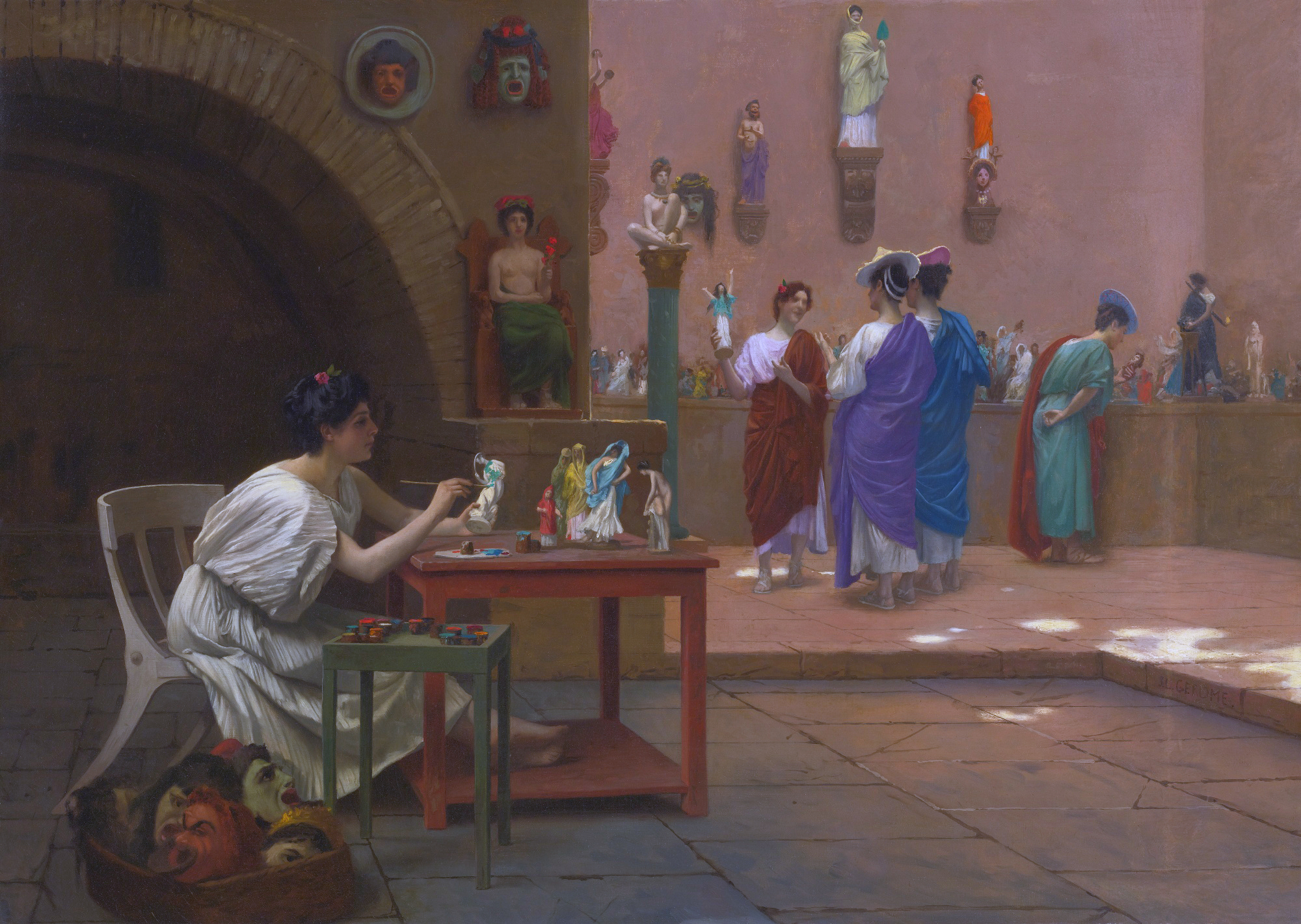
Atelier de Tanagra (Taller de Tanagra), 1893, colección privada; subastado por Sotheby's en 2013 por 125.000 dólares.

Posteriormente, Gerome crearía y vendería numerosas copias de la figurita de la bailarina del aro sostenida por su Tanagra, convirtiéndola en el equivalente moderno de una figurilla de Tanagra. "Aquí el artista no está tanto insuflando vida a la carne pintada o esculpida como reinventando para la edad moderna las figuras antiguas producidas en masa".
En 1893, Gérôme creó dos cuadros recreando los talleres de Tanagra. Aunque Gérôme se oponía a la admisión de mujeres como estudiantes de arte en la École des Beaux-Arts, ambas pinturas representan a una artista femenina pintando copias de la figurita de la Bailarina del aro de Gérôme (un anacronismo moderno retrotraído en el tiempo). Estas bailarinas del aro se ofrecen a la venta, junto con otras figuras, a los amantes del arte que curiosean (todas mujeres) por la tienda y taller y que se parecen a las figuras de Tanagra. En uno de estos cuadros, una versión más pequeña de la Tanagra de Gérôme preside el mostrador de ventas, sosteniendo en su mano una bailarina del aro. Esta Tanagra es una pintura de una estatua sosteniendo una estatua. También en esta pintura, la joven artesana está ocupada "coloreando una edición de 12 bailarinas del aro en varios tonos brillantes, un anuncio irónico, tal vez, hecho para promocionar las figuras que él [Gérôme] estaba ofreciendo para la venta en dos tamaños diferentes y una variedad de medios a través de su comerciante y suegro Adolphe Goupil. La bailarina del aro sería la escultura más popular y ampliamente reproducida de Gérôme".

## Gérôme se pinta esculpiendo aTanagra, dos veces

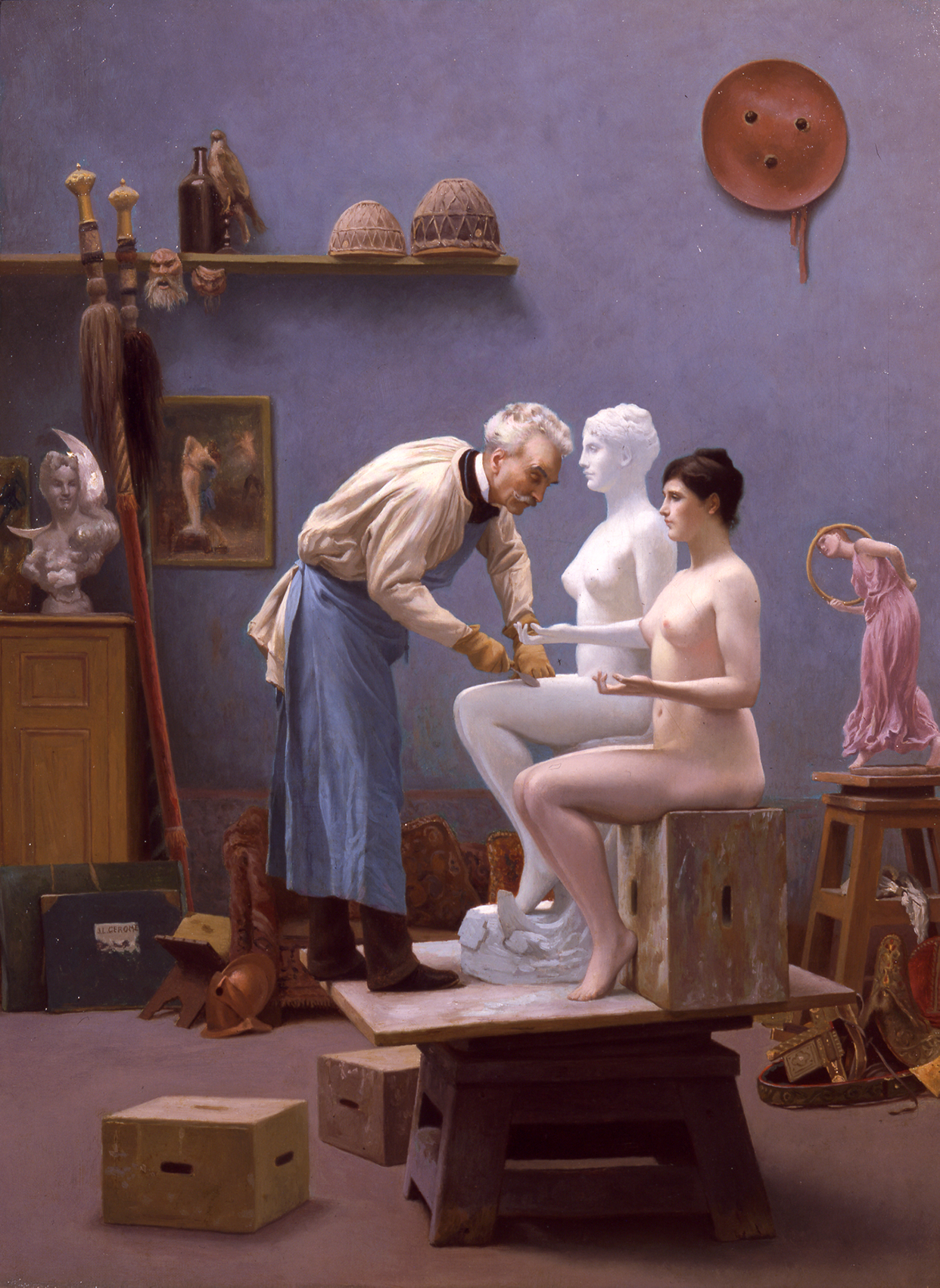
El artista y su modelo (Emma Doupont), 1894, Museo Haggin ; Gérôme se representa a sí mismo esculpiendo Tanagra .
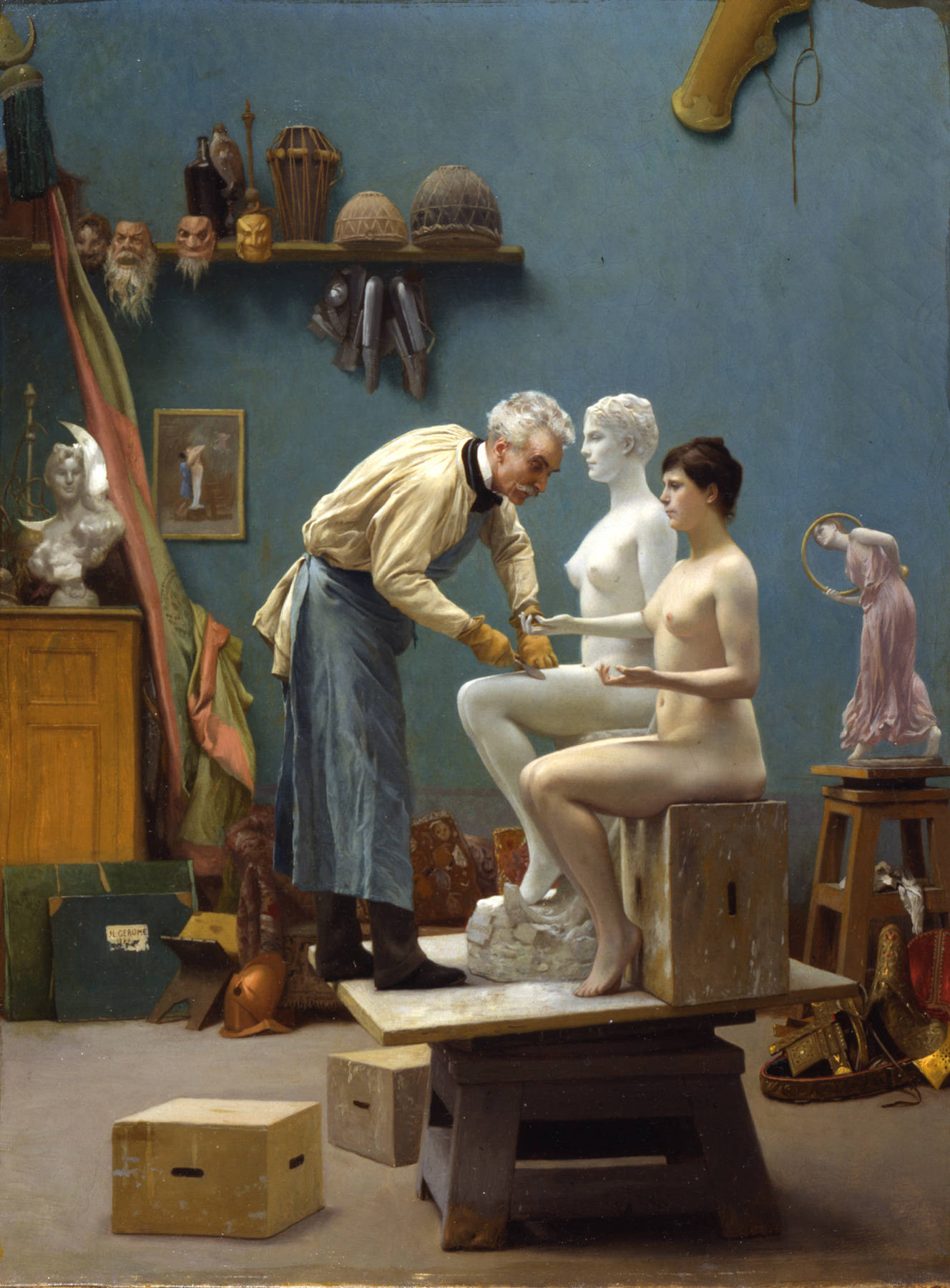
Trabajando el mármol, 1890, Museo de Arte Dahesh ; Gérôme se representa a sí mismo esculpiendo Tanagra.
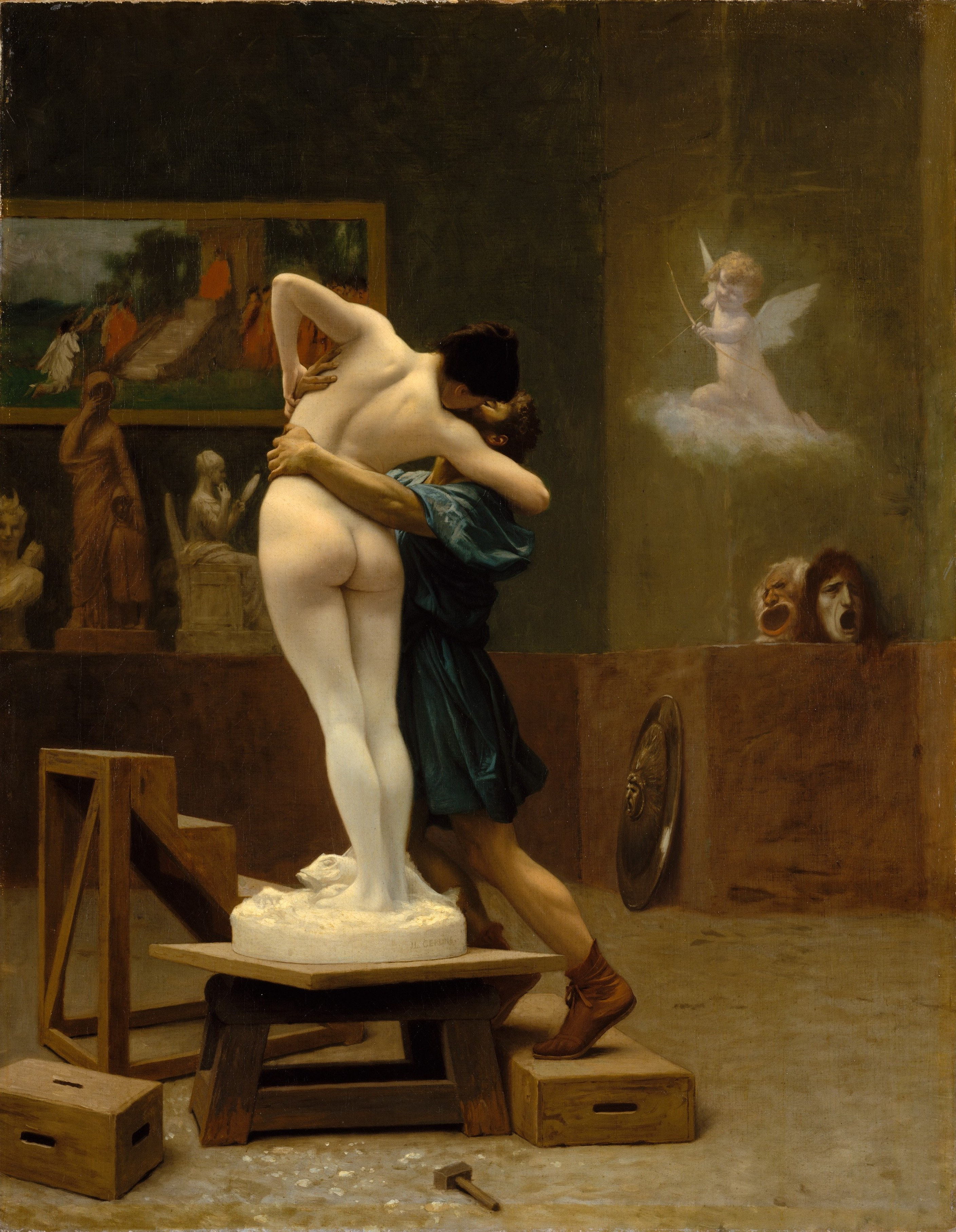
Pigmalión y Galatea, 1890, Museo Metropolitano de Arte, visto en el fondo de El artista y su modelo .
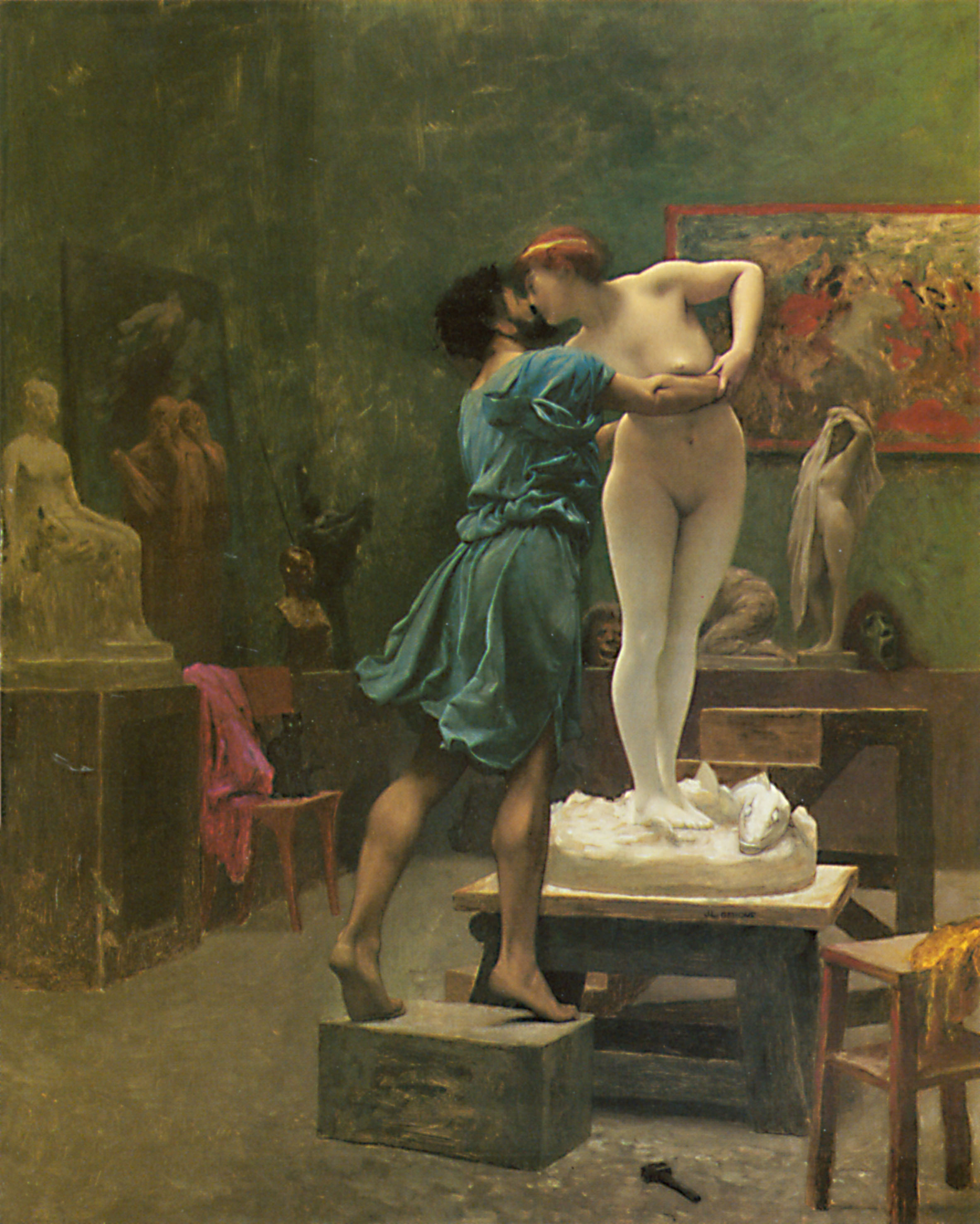
Pigmalión y Galatea, c. 1890, en una colección privada, visto al fondo de Trabajando el mármol.

En 1894 y 1890, Gérôme pintó dos versiones de un autorretrato que representa al artista trabajando en su taller: El artista y su modelo - Emma Dupont (ahora en el Museo Haggin ) y Trabajando el mármol ( Museo de Arte Dahesh ). Los autorretratos son muy similares, pero difieren en al menos un aspecto significativo.

En estos autorretratos se ve a Gérôme esculpiendo Tanagra a partir de una modelo viva, Emma Dupont, que mantiene la pose sentada y rígidamente erguida, aunque su palma hacia arriba está vacía. Detrás de ella, sobre su propio soporte, se encuentra una gran estatuilla policromada de una bailarina del aro, del tipo que Gérôme hizo para la venta al público. Varios accesorios se observan en el estudio. En cada cuadro, colgado en la pared del fondo, hay un cuadro de Gérôme de Pigmalión y Galatea, otra de sus obras inspirada en el mundo antiguo (y realizada el mismo año que Tanagra).  Los autorretratos representan a un escultor real (Gérôme) que da vida a una estatua copiando a una mujer viva; las pinturas de Pigmalión representan a un escultor mítico cuya estatua se convierte en una mujer viva.

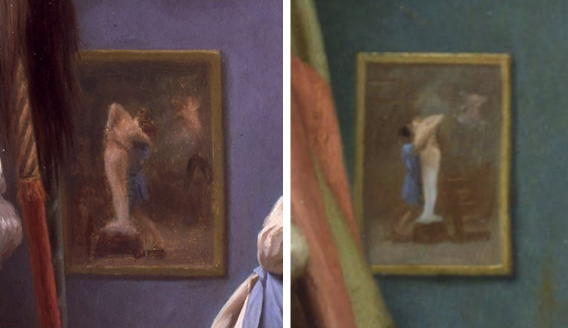
Izquierda: Detalle que muestra a Pigmalión y Galatea al fondo de "El artista y su modelo". Derecha: Detalle que muestra a Pigmalión y Galatea diferentes al fondo de "Trabajando el mármol".

Los dobles y los juegos de palabras visuales son complejos, porque las pinturas de Pigmalión en los dos fondos son similares pero no idénticas. Así como Gérôme pintó dos autorretratos, también pintó más de una versión de Pigmalión y Galatea. La más famosa, ahora en el Museo Metropolitano de Arte, muestra al escultor y a la estatua besándose desde atrás; aparece en el fondo de El artista y su modelo. Pero Gérôme pintó al menos una variante (ahora en una colección privada), en la que se ve a Pigmalión y Galatea besándose de frente. Esta versión aparece en Trabajando el mármol.

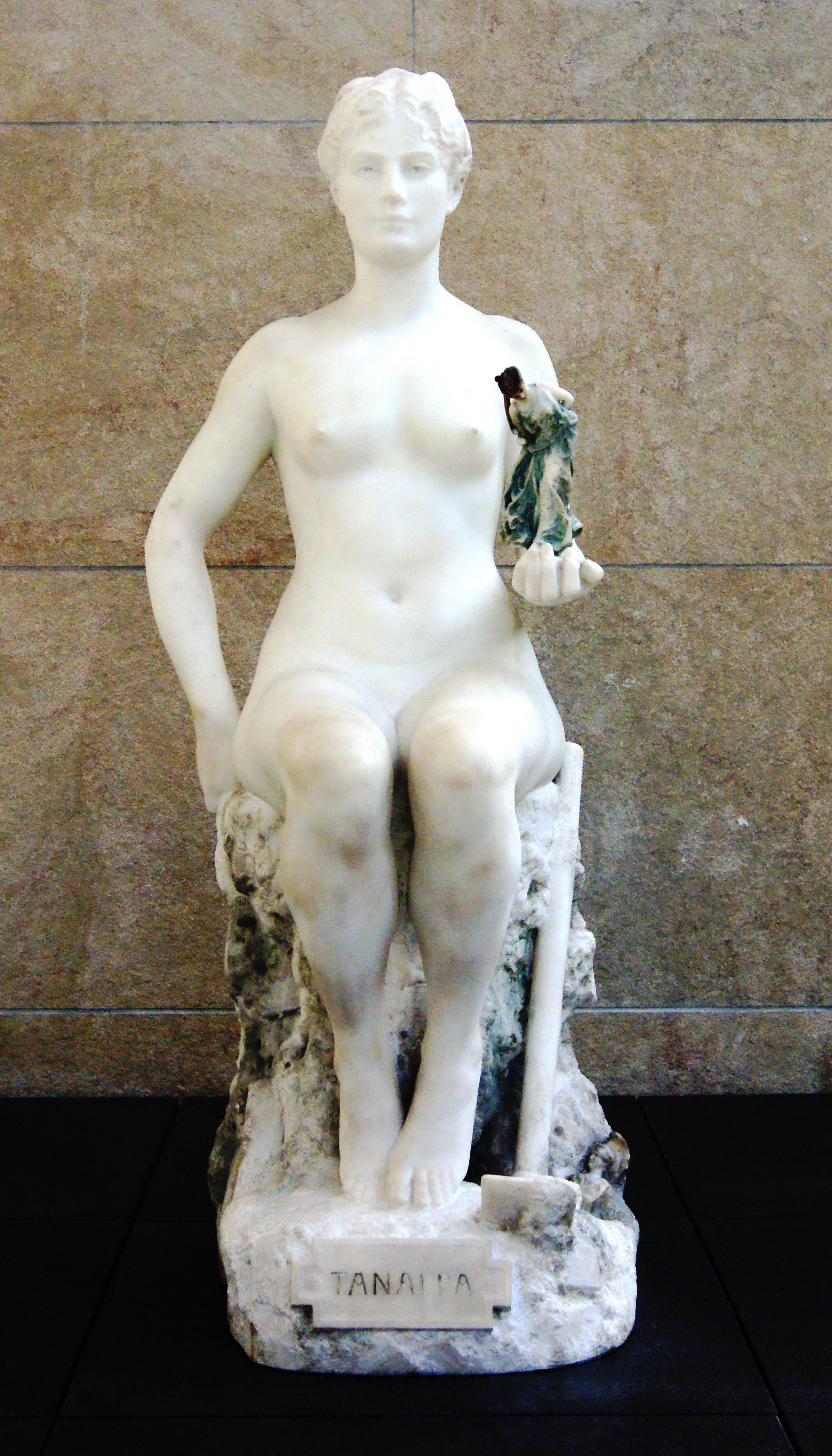
Tanagra en el Museo de Orsay.

En ambos autorretratos se representa una variante de Pigmalión y Galatea: una pintura de un escultor mítico y una estatua viviente dentro de una pintura de un escultor real, un modelo viviente y (a pesar de las apariencias) una estatua de yeso (no de mármol).
Como la mayoría de los escultores del siglo XIX, Gérôme no talló el mármol él mismo, sino que proporcionó a cortadores de mármol profesionales un yeso de tamaño real para que lo utilizaran como guía. Es este paso intermedio el que se representa en Trabajando el mármol, un título que hace referencia al proceso creativo global. Gérôme se retrata a sí mismo en un soporte giratorio dando los toques finales a la versión de yeso de Tanagra, juzgando cuidadosamente la precisión de su trabajo en comparación con el modelo vivo.

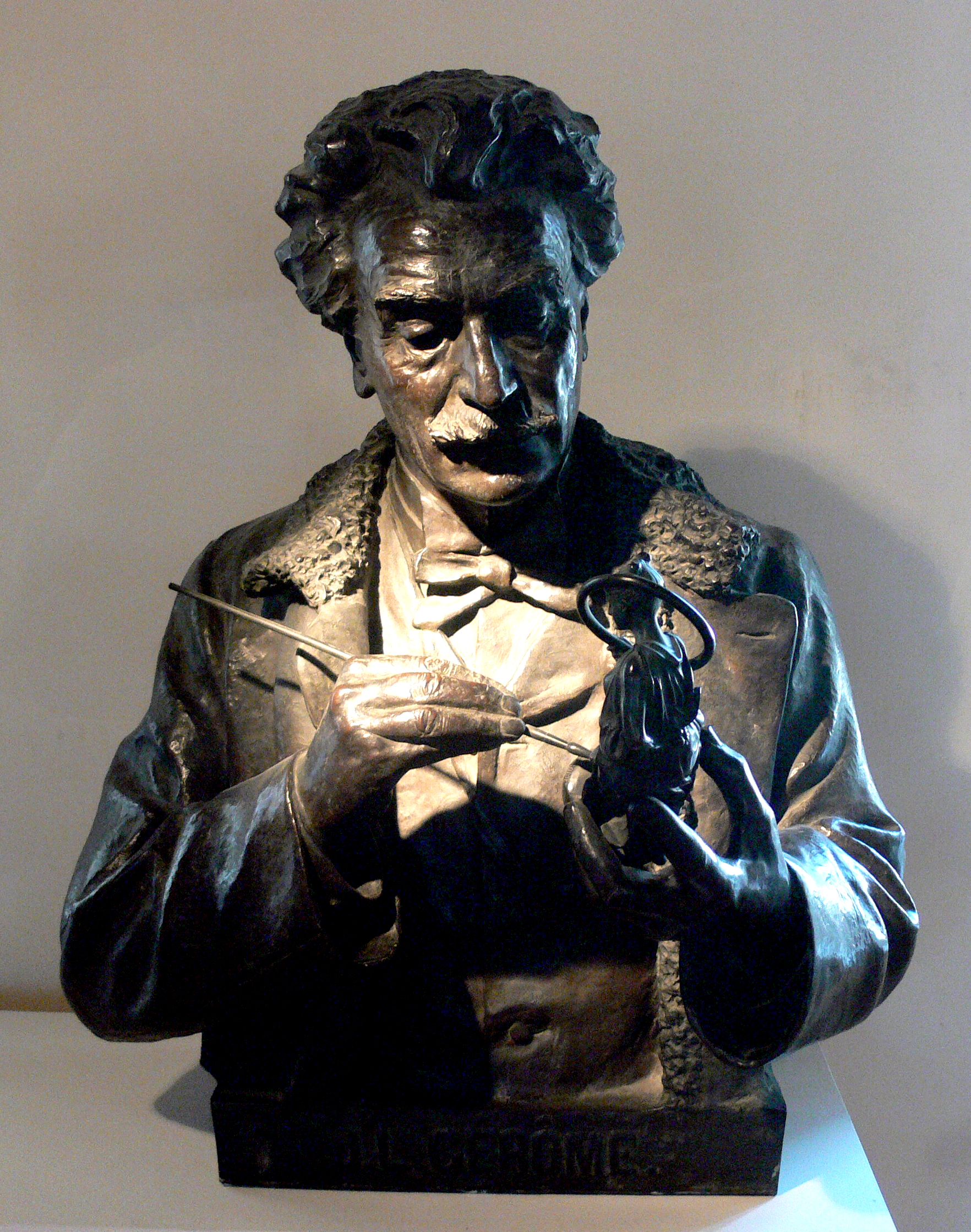
Léopold Bernhard Bernstamm, Gérome pintando una bailarina del aro, 1897, Museo Georges-Garret, Vesoul.

Este complejo autorretrato es «un resumen de la notable carrera de Gérôme como pintor y escultor». Como en todas sus obras relacionadas con Tanagra, vemos a Gérôme «evocando poderosamente la interacción continua entre pintura y escultura, realidad y artificio, además de destacar la naturaleza inherentemente teatral del estudio del artista».
El Museo Haggin también tiene una bailarina del aro de bronce de Gérôme, exhibida junto a El artista y su modelo.
La Tanagra original se encuentra en el Museo de Orsay (ficha obra 15298). El Museo de Arte de Phoenix conserva una versión en bronce dorado, de 74,9 cm de alto (objeto 1986.54), que también sostiene una bailarina del aro de bronce dorado (objeto 2000.12). Existen más versiones de bronce dorado de Tanagra; una fue subastada en 2011 por Sotheby's por 150.000 GBP, otra en 2017 por 50.000 dólares.

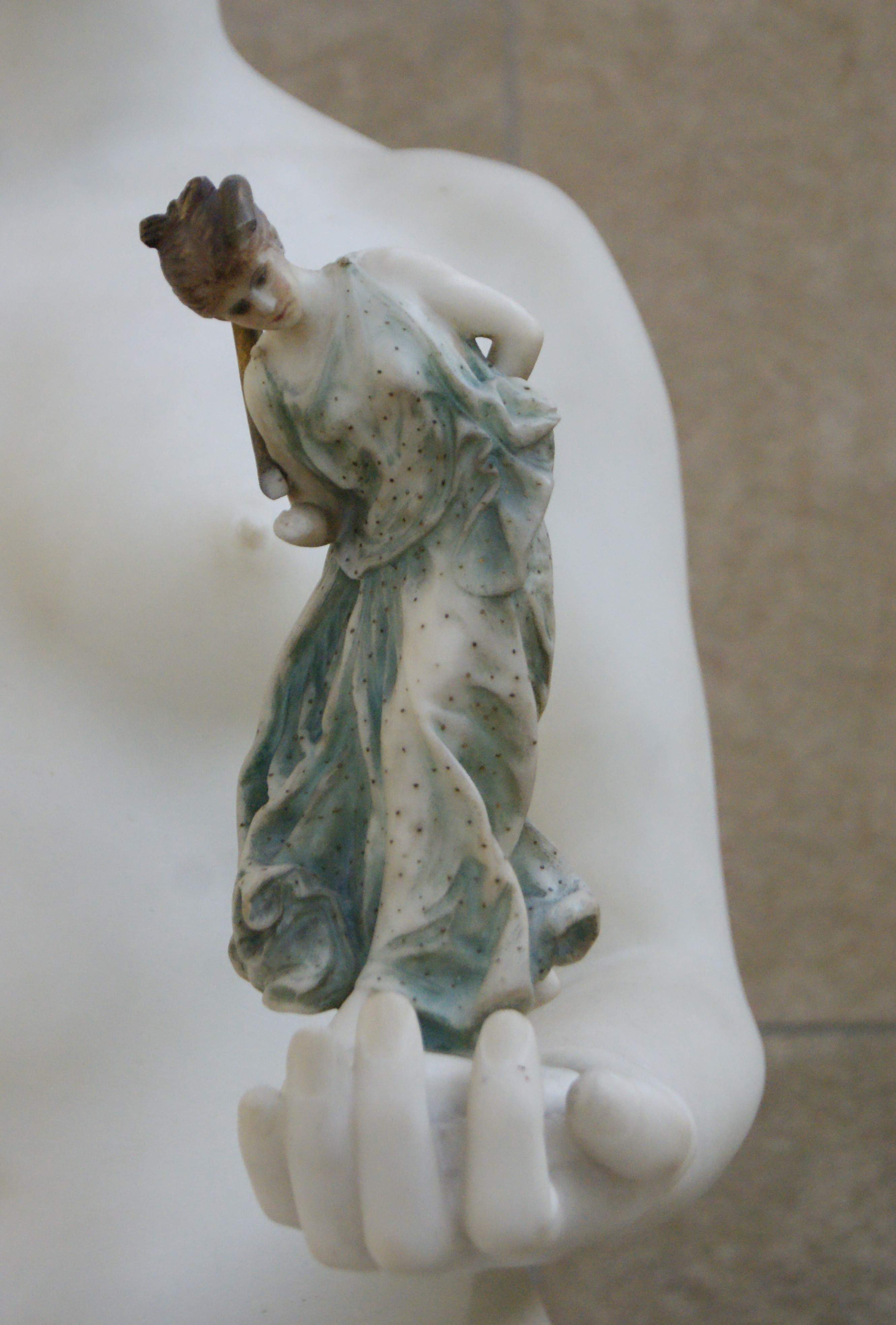
Primer plano de la bailarina del aro policromada y dañada sostenida por Tanagra, Museo de Orsay.